# Joaquim Tibúrcio Ferreira Gomes
Joaquim Tibúrcio Ferreira Gomes (São Gonçalo dos Campos, c. 1821 — 30 de setembro de 1903) foi magistrado e político brasileiro. Foi presidente da província de Sergipe, de 26 de março a 1 de junho de 1861 e o primeiro ministro nomeado para o Supremo Tribunal Federal no regime republicano.

## Biografia
Natural de São Gonçalo dos Campos, na Bahia, formou-se em Ciências Jurídicas e Sociais na Faculdade de Direito de Olinda, recebendo o grau de bacharel, em 1846.
Foi nomeado promotor público do termo da cidade de Cachoeira, na província da Bahia, pelo decreto de 24 de dezembro de 1854. Habilitado Juiz de Direito, foi nomeado, em decreto de 23 de setembro de 1857, juiz da comarca de Maroim, em Sergipe, onde serviu durante quatro anos, sendo removido para a de Caravelas, na Bahia, em dec. de 26 de outubro de 1861; segunda vara criminal da capital da mesma província, em 22 de junho de 1865, passando para a segunda vara cível da referida capital, em 15 de dezembro seguinte.
Na política, figurou como deputado em várias legislaturas da Assembléia Provincial da Bahia, sempre reeleito de 1848 a 1859. Em virtude do afastamento do presidente de Sergipe, foi nomeado governador, baseado na  Lei de 20 de outubro de 1823, empossado em 26 de março de 1861, permanecendo no cargo pouco mais de dois meses, deixando-o em 1 de junho.
Através do decreto de 18 de dezembro de 1875, foi nomeado desembargador da Relação de Fortaleza, assumindo a presidência, em 1880, por período ininterrupto de nove anos (1880-1889).
Foi nomeado ministro do Supremo Tribunal de Justiça, em dec. de 17 de dezembro de 1889, preenchendo a vaga ocorrida com a aposentadoria de Joaquim Pedro Vilhaça; tomou posse em 19 de março de 1890. Foi aposentado, porém em dec. de 21 de março do ano seguinte. Voltou então para sua província, onde terminou seus dias.